# Муравський Леонід Ігорович
Леоні́д І́горович Мура́вський (*2 травня 1953, Турійськ) — член-кореспондент НАН України, доктор технічних наук, професор, провідний науковий співробітник Фізико-механічного інституту (ФМІ) ім. Г.В. Карпенка Національної академії наук (НАН) України.
Народився 2 травня 1953 року у смт. Турійськ Турійського району Волинської області. У 1975 р. закінчив фізичний факультет Львівського державного університету ім. І. Я. Франка за спеціальністю «Оптичні прилади і спектроскопія».

## Біографічні відомості
Досвід роботи:
- 08.1975-02.1976 — інженер-конструктор СКБ «Фотон» Львівського ВО ім. 50-річчя Жовтня.
- 02.1976-11.1977 — інженер III кат. СКТБ Фізико-механічного інституту ім. Г. В. Карпенка НАН України.
- 11.1977-11.1980 — аспірант, Фізико-механічний інститут ім. Г.В.Карпенка (ФМІ) Національної Академії наук України
- 07.1979-01.2000 — від молодшого до старшого наукового співробітника, ФМІ.
- 01.2000-02.2003 — в.о. зав. відділу оптико-електронних інформаційних систем (№ 24), ФМІ.
- 02.2003-2020 — завідувач відділу оптико-цифрових систем діагностики (№ 5), ФМІ.

З 1995 року і дотепер працює за сумісництвом на кафедрі фотоніки НУ «Львівська політехніка» на посадах доцента, професора. З 2006 по 2009 роки працював в Інституті Інформатики Лодзького технічного університету (м. Лодзь, Польща) на посаді ад’юнкт-професора. З 2012 по 2017 роки працював за сумісництвом на кафедрі оптоелектроніки та інформаційних технологій Львівського національного університету ім. Івана Франка на посаді професора. 
Наукова діяльність: 
- Із 1995 - регулярний член SPIE (Міжнародного товариства оптичної техніки).
- Співредактор двох томів збірників «Proceedings of SPIE» (Vol. 3238, Vol. 4148).
- 2014 - удостоєний звання сеньйора SPIE (SPIE Senior Member) за досягнення в оптичній метрології та оптико-цифровій обробці зображень.
- 2011-2018 рр. - заступник голови Організаційних комітетів Всеукраїнських, Українсько-польських та Міжнародної науково-технічних конференцій "Електроніка та інформаційні технології".
- Член програмних комітетів низки міжнародних конференцій та семінарів.
- Член редакційних колегій міжвідомчого збірника наукових праць «Відбір і обробка інформації», міжнародного наукового журналу «Optoelectronic Information-Power Technologies», науково-технічного журналу "Методи та прилади контролю якості"; збірника наукових праць "Електроніка та інформаційні технології", міжнародного наукового журналу "Acta Agrophysica Monographiae", Люблін, Польща; міжнародного наукового журналу "Acta Agrophysica", Люблін, Польща.
- Член спеціалізованих вчених рад Д 35.226.01 (ФМІ НАН України, спеціальність 05.11.13 — прилади і методи контролю та визначення складу речовини, технічні науки) та Д 26.182.01 (Інститут електрозварювання ім. Є.O. Патона НАН України, спеціальність 05.02.10 – діагностика матеріалів та конструкцій, технічні науки).
- Керівник 4-ох захищених кандидатських дисертацій та консультант захищеної докторської дисертації.
- Офіційний опонент 18 кандидатських та 3 докторських дисертацій.
- Керівник низки держбюджетних тем; керівник 2-ох спільних українсько-польських та українсько-французького дослідницьких проектів.

## Наукова кар'єра
Науковий ступінь: кандидат технічних наук, доктор технічних наук.
У 1989 році захистив кандидатську дисертацію на тему «Оптимизация параметров информационно-измерительных оптико-электронных систем структурного анализа контурно-штриховых изображений» у Фізико-механічний інститут ім. Г.В.Карпенка (ФМІ) Національної Академії наук України . У 2002 році захистив докторську дисертацію на тему «Побудова оптико-цифрових інформаційно-вимірювальних систем для обробки і кореляційного аналізу бінарних зображень» у Фізико-механічному інституті ім. Г. В. Карпенка НАН України.
Науковий та науково-методичний доробок: більше 300 наукових праць, в тому числі 6 монографій, 1 підручник, 3 розділи до книг, 24 винаходи.
Вчене звання: професор (2015, Фізико-механічний інститут ім. Г. В. Карпенка НАН України), член-кореспондент НАН України (2021).

## Наукові інтереси
Оптико-цифрова обробка зображень, оптична діагностика матеріалів та елементів конструкцій, оптична метрологія поверхні, фазозсувна інтерферометрія, електронна спекл-інтерферометрія, цифрова спекл-кореляція, цифрова голографія, спекл-метрологія для задач механіки руйнування, технічної діагностики, неруйнівного контролю і агробіології, розпізнавання образів, оптичний захист інформації, дешифрування і класифікація космічних зображень Землі.

## Відзнаки
- Грамота Верховної Ради України (17.05.2011, № 412).
- Почесна Грамота Президії Національної академії наук України (2013).